# Bulbophyllum phaeorhabdos
Bulbophyllum phaeorhabdos är en orkidéart som beskrevs av Rudolf Schlechter. Bulbophyllum phaeorhabdos ingår i släktet Bulbophyllum och familjen orkidéer. Inga underarter finns listade i Catalogue of Life.